# Верхнемазовское сельское поселение
Верхнемазовское сельское поселение — муниципальное образование в Верхнехавском районе Воронежской области.
Административный центр — посёлок Верхняя Маза.

## Население
| 2000 | 2005 | 2010 | 2012 | 2013 | 2014 | 2015 | 2016 | 2017 |
| ---- | ---- | ---- | ---- | ---- | ---- | ---- | ---- | ---- |
| 840  | ↘764 | ↘608 | ↘604 | ↘584 | ↘561 | ↘549 | ↘528 | ↗531 |
| 2018 | 2019 | 2020 | 2021 |      |      |      |      |      |
| ↗535 | ↘524 | ↘512 | ↘482 |      |      |      |      |      |

## Административное деление
В состав поселения входят:
- посёлок Верхняя Маза,
- село Нижняя Маза,
- посёлок Николаевка,
- посёлок Синицино,
- деревня Никольское 3-е,
- посёлок Фоминичи.